# Euhalidaya orbitalis
Euhalidaya orbitalis är en tvåvingeart som först beskrevs av Townsend 1927.  Euhalidaya orbitalis ingår i släktet Euhalidaya och familjen parasitflugor. Inga underarter finns listade i Catalogue of Life.